# Chrysopa himalayana
Chrysopa himalayana är en insektsart som beskrevs av Soumyendra Nath Ghosh 1986. Chrysopa himalayana ingår i släktet Chrysopa och familjen guldögonsländor. Inga underarter finns listade i Catalogue of Life.